# Hadena mandarina
Hadena mandarina är en fjärilsart som beskrevs av John Henry Leech 1900. Hadena mandarina ingår i släktet Hadena och familjen nattflyn. Inga underarter finns listade i Catalogue of Life.